# ويليام درابر هاركنز
ويليام درابر هاركنز (بالإنجليزية: William Draper Harkins)‏ هو عالم نووي وكيميائي وأستاذ جامعي أمريكي، ولد في 28 ديسمبر 1873 في تيتوسفيل في الولايات المتحدة، وتوفي في 7 مارس 1951 في شيكاغو في الولايات المتحدة.

## وصلات خارجية
- ويليام درابر هاركنز على موقع الموسوعة البريطانية (الإنجليزية)